# SN 2007or
SN 2007or – supernowa typu Ia odkryta 9 października 2007 roku w galaktyce A014238+0101. W momencie odkrycia miała maksymalną jasność 21,90m.